# Jaroslav Křivý
Jaroslav Křivý, né le 23 avril 1936, est un ancien joueur tchécoslovaque de basket-ball. 

## Palmarès
- Finaliste du championnat d'Europe 1959
- 3e de l'Universiade d'été de 1961
- Champion de Tchécoslovaquie 1965, 1966
- Coupe des coupes 1969